# HMS Egret (L75)
Le HMS Egret est un sloop britannique, navire de tête de la classe Egret, qui participa aux opérations navales contre la Kriegsmarine (marine Allemande) pendant la seconde Guerre mondiale.
Sa pose de la quille est effectuée le 21 juillet 1937 dans le chantier naval de J. Samuel White à Cowes sur l'Île de Wight en Angleterre, il est lancé le 31 mai 1938, mis en service le 11 novembre 1938 pour le compte de la Royal Navy et est connu pour être le premier navire coulé par une bombe planante (ancêtre du missile antinavire) au combat. Jusqu'à présent, il est le seul navire de guerre de la Royal Navy à être nommé Egret.

## Historique
Il est d'abord affecté en mer Rouge comme navire des officiers supérieurs de la marine et arrive sur zone le 31 janvier 1939.
Au début de la Seconde Guerre mondiale, l'Egret rejoint les Indes orientales pour patrouiller contre les navires allemands. De retour au Royaume-Uni le 4 janvier 1940 et après des réparations à la suite d'une collision avec le Sea Valor, il rejoint la Force Escort Rosyth pour le reste de 1940.
Le 31 janvier 1941, l'Egret sert d'escorte de convoi jusqu'en juin 1941. Puis il est réaménagé à Londres pendant six semaines. Puis il sert d'escorte de convoi sur la route de Freetown jusqu'en octobre 1942, sauf pour un radoub sur la Tyne de mai à juin 1942.
De novembre 1942 à avril 1943, l'Egret escorte des convois vers et depuis l'Afrique du Nord à la fin desquels il y a eu un nouveau radoub sur le Humber, qui dure jusqu'en juin 1943.
Après cela, l'Egret fait partie de l'escorte du convoi KMF 20 qui quitte le Royaume-Uni en juillet 1943.
De retour avec le convoi MKF 20, Egret et son groupe d'escorte ont été détournés pour participer à une campagne anti-sous-marine dans le golfe de Gascogne.
Le 27 août 1943,  le 40e groupe de soutien est relevé par le 1er groupe de soutien, composé de l'Egret, du sloop Pelican et des frégates HMS Jed, HMS Rother, HMS Spey et HMS Evenlode. Le groupe est attaqué au large du cap Ortegal, dans le golfe de Gascogne par un escadron de 18 Dornier Do 217 de l'unité de bombardiers de la Luftwaffe Kampfgeschwader 100 (KG 100) transportant des bombes planantes téléguidées  anti-navires allemande Henschel Hs 293 A. L'un des deux destroyers de couverture, le NCSM Athabaskan, a été lourdement endommagé, la bombe planante a entièrement traversé l'Athabaskan avant de détoner à l'extérieur du navire, et l'Egret a coulé avec la perte de 194 membres d'équipage . À l'époque, il y avait à bord quatre spécialistes de l'électronique de la RAF de l'Y-Services, tous morts également dans l'attaque, ce qui porte le nombre total de tués à 198. (Ces quatre membres de la RAF sont généralement exclus des chiffres publiés sur les pertes.) L'Egret avait reçu un équipement de surveillance électronique conçu pour surveiller les communications des bombardiers de la Luftwaffe et ces techniciens de l'Y-Services étaient à bord pour faire fonctionner cet équipement. L'autre destroyer, le HMS Grenville, commandé par Roger Hill, a aussi été attaqué par les Dorniers tirant un missile à la fois, mais a survécu en étant capable de renverser les bombes planantes .
Le naufrage de l'Egret a entraîné la suspension des patrouilles anti-U-Bootes dans le golfe de Gascogne.
Le HMS Egret a été le premier navire à être coulé par un missile guidé . Les Allemands avaient utilisé pour la première fois la bombe planante Henschel Hs 293 A le 25 août 1943 contre le 40e Groupe de soutien dans le golfe de Gascogne. Le USCGC Shoshone a été légèrement endommagé . Le sloop HMS Bideford a été touché et endommagé, avec un marin tué, bien que des dommages plus graves aient été évités parce que la charge explosive de la bombe n'a pas complètement explosé .